# Jon Persson i Hallebo
Jon Persson i Hallebo, även kallad Hallebogubben , född 1607, död 1697, var en svensk naturläkare, en så kallad klok gubbe. 
Jon ställdes inför rätta i Habo i Vartofta Härad 1697. Han åtalades för att ha framkallat sjukdom med hjälp av magi på hovrättsassessor Gustaf Örnevinges maka: hans verkliga tilltänkta offer misstänktes vara Örnevinge själv. Jon Persson uppges sedan 1630-talet ha varit känd som klok gubbe: han åtog sig att bota sjukdom, påverka rättssaker och spåra förlorade föremål genom magi. Denna magi ska han ha lärt sig av "strömkarlen", ett annat namn på näcken, som krävde offer i utbyte. 
Vid rättegången åtalades han för att ha haft samröre med en lång rad naturväsen, bland annat trollen. Jon Persson dömdes till döden för majestätsbrott mot Gud och avrättades genom halshuggning, partering och stegling.